# World of Tanks Blitz
World of Tanks Blitz – gra symulacyjna typu MMO wyprodukowana przez Wargaming.net. Wydana 5 maja 2014 roku w krajach skandynawskich, a 26 czerwca 2014 roku na całym świecie tylko na iOS. 4 grudnia 2014 roku wydana na Android, 16 grudnia 2015 roku dostępna na Windows, 9 marca 2016 roku pojawiła się na Mac OS, od 9 listopada 2016 roku dostępna na Steam a od 26 sierpnia 2020 roku na Nintendo Switch. Gra oparta jest na modelu płatności free-to-play.

## Historia
Po sukcesie jaki odniosła gra World of Tanks na platformie PC studio Wargaming rozpoczęło prace nad wydaniem tej gry na urządzenia mobilne. W maju 2013 roku twórcy ogłosili udostępnienie mobilnej wersji World of Tanks Blitz na tablety i smartfony z sytstemem Microsoft Windows, Android oraz iOS. Zamknięty test beta rozpoczął się 19 marca i zakończył 3 kwietnia 2014 roku.  Gotowy produkt został wydany 5 maja 2014 roku tylko na iOS w kilku krajach europejskich: Norwegii, Szwecji, Finlandii, Danii i Islandii. Wersja na Android została wydana 4 grudnia 2014 roku, natomiast wersja na Windows 30 października 2015 roku. 24 marca 2016 roku produkt został udostępniony dla graczy na macOS.  9 listopada 2016 roku gra pojawiła się na Steam, a 26 sierpnia 2020 roku na Nintendo Switch.

## Rozgrywka
W wersji Blitz, występuje inne rozłożenie pojazdów w drzewku technologicznym. Czołgi fińskie, polskie, szwedzkie, włoskie oraz czechosłowackie są umieszczone w jednym drzewku technologicznym, jako nacja europejska. Ponadto w grze występuje nacja hybrydowa, składająca się tylko z pojazdów kolekcjonerskich lub premium, których nie można zbadać poprzez doświadczenie i kredyty, tylko można je kupić za realne pieniądze, walutę premium, lub są do wygrania w specjalnych wydarzeniach.

### Tryb gry
W grze występuje 8 typów bitew: normalna, rankingowa, realistyczna, szalone gry, odrodzenie, grawitacja, kolizja i przetrwanie.
- Normalna bitwa – podstawowy typ walki, w którym gracze 7 na 7 są dobierani losowo.
- Bitwy rankingowe – gracze są dobierani na podstawie ich osobistego doświadczenia, można zdobyć premię do doświadczenia bojowego, kredytów i walut.
- Bitwa realistyczna – niehistoryczne czołgi nie są dozwolone, jest zmieniony tryb widoczności wrogiego pojazdu. Wydarzenie występuje okazjonalnie.
- Mad Games – typ bitwy, w której czołgi zyskują specjalne zdolności. Wydarzenie występuje okazjonalnie.
- Odrodzenie – pojazdy po zniszczeniu nie opuszczają pola bitwy, lecz ma możliwość odrodzenia się dwa razy. Wydarzenie występuje okazjonalnie.
- Siła grawitacji – tryb niskiej grawitacji, bitwy odbywają się na specjalnych mapach. Możliwe jest sterowanie czołgiem w locie. Wydarzenie występuje okazjonalnie.
- Skirmish – bitwy toczą się na ograniczonych obszarach niektórych map, każda drużyna ma 5 czołgów. Wydarzenie występuje okazjonalnie.
- Burning Games – tryb w którym czołgi automatycznie tracą swoją wytrzymałość, aby się uleczyć trzeba strzelać do przeciwników. Wydarzenie występuje okazjonalnie.
- Big Boss – tryb w którym czołgi dostają moce, zmieniają się one po zniszczeniu swojej maszyny. Występuje tutaj Boss, czyli czołg który zawiera supermoc – odepchnięcie. Ma zwiększone uszkodzenia na strzał. Moc ta się nie zmienia i zostaję przez całą bitwę.

### Jednostki bojowe
W grze występują cztery klasy pojazdów: czołgi lekkie, średnie, ciężkie oraz niszczyciele czołgów. Występują pojazdy drzewkowe, rozwój modułów bada się w drzewku technologicznym a kupuje się za walutę srebro, zdobywane podczas bitew. Pojazdy specjalne/premium dostępne za wolne doświadczenie, za walutę złoto, bądź zdobywa się w różnego rodzaju operacjach. Wiele modeli czołgów pochodzi z wersji na PC, ale są też czołgi nacji hybrydowej, których nie ma w wersji na PC.